# هويل كوب
هويل كوب (بالإنجليزية: Howell Cobb) (ولد 7 سبتمبر 1815 - توفي 9 أكتوبر 1868) هو سياسي، ومحام من الولايات المتحدة ولد في مقاطعة جيفرسون (جورجيا). تولى منصب وزير الخزانة الأمريكي في عهد الرئيس جيمس بيوكانان (1857-1860) والحاكم الأربعين لولاية جورجيا (1851-1853). وهو عضو في الحزب الديمقراطي الأمريكي. كان كوب شخصية مهمة في السياسية الأمريكية. وكان بارزا بين الديمقراطيين الجنوبيين، وكان عضوا في مجلس النواب الأمريكي ورئيس مجلس النواب من 1849 إلى 1851.
إلا أن أشهر أعماله السياسية قد يعتبر كونه أحد مؤسسي الكونفدرالية، وشغل منصب رئيس الكونغرس المؤقت للولايات الكونفدرالية، حيث قام مندوبو ولايات العبيد الجنوبية التي أعلنت انفصالها عن الولايات المتحدة تأسيس دولتهم الجديدة.
تولى كوب منصبه قبل مدة أسبوعين من انتخاب جيفرسون ديفيس كأول رئيس للكونفدرالية. بصفته رئيس الكونغرس، فقد جعله هذا رئيسا مؤقتا للدولة في ذات الوقت.

## بدايات حياته
ولد هويل كوب في مقاطعة جيفرسون بولاية جورجيا عام 1815، وهو ابن جون كوب وسارة روتس، وكان من أصل ويلزي. نشأ وترعرع في أثينز ودرس في جامعة جورجيا، حيث كان عضواً في جمعية فاي كابا الأدبية. تم قبوله في نقابة المحامين في عام 1836 وأصبح محاميًا عامًا للدائرة القضائية الغربية في جورجيا.
تزوج من ماري آن لامار في 26 مايو 1835، وكانت ابنة عائلة ذات نفوذ في الجنوب. أنجب منها أحد عشر طفلاً، ولكن العديد منهم مات في سن الطفولة.

## روابط خارجية
- هويل كوب على موقع الموسوعة البريطانية (الإنجليزية)
- هويل كوب على موقع إن إن دي بي (الإنجليزية)